# 道路法上の有料道路で料金を徴収しない車両
道路法上の有料道路で料金を徴収しない車両では、道路法に規定する高速道路を含む有料の道路で、料金を徴収されずに通行できる車両を列挙する。
なお、道路運送法の規定による一般自動車道については個別の約款に規定されるため、本項目では扱わない。
法令上は、道路整備特別措置法施行令第11条の規定により「当該道路の通行又は利用が災害救助、水防活動その他特別の理由に基づくものであるため料金を徴収することが著しく不適当であると認められる車両」が国土交通大臣による告示により指定される。また、道路整備特別措置法第24条第1項により、道路交通法に規定する緊急自動車（緊急用務中のもの）からは一律に料金は徴収されない。

## 対象車両
以下、地方公共団体は単に「自治体」と言う。「会社等」は、東日本高速道路株式会社、首都高速道路株式会社、中日本高速道路株式会社、西日本高速道路株式会社、阪神高速道路株式会社、本州四国連絡高速道路株式会社または地方道路公社である。
- 道路交通法に規定する緊急自動車（緊急用務中のもの） - 以下単に「緊急自動車」という。
- 警察庁又は都道府県警察において、警衛、警護若しくは警ら又は緊急輸送その他の緊急の用務のため使用する車両で緊急自動車以外のもの
- 検察庁において犯罪捜査のため使用する車両で緊急自動車以外のもの
- 災害救助、水防活動又は消防活動のため使用する車両で緊急自動車以外のもの
  - これらの活動に係る、自治体等の要請によるボランティア活動のため使用する車両であって会社等または有料道路管理者が認めて指定した車両
- 当該道路の沿道又はその近傍において国・自治体の職員が防疫活動その他の緊急を要する公務を行うため使用する車両
- 他の道路の損壊又は他の道路若しくはその附近における火災その他異常な事態の発生のために、無料通行代替道路として会社等または有料道路管理者が認めて指定した時間内における通行車両
- 当該道路の管理事務に使用する車両
- 当該道路の沿道又はその近傍に住居、事務所、事業所等を有する者が使用する車両で、会社等または有料道路管理者が認めて指定した車両
- 平成24年4月1日から令和3年3月31日までの期間中に東日本大震災による警戒区域、計画的避難区域等または特定避難勧奨地点に住所を有していたものが生活の再建のために向けた一時帰宅等のために使用する車両であって、ふるさと帰還旅行カードを提示するもの
- 平成25年4月26日から令和3年3月31日までの期間中に東日本大震災による対象区域に父母等が居住する分離避難者または当該父母等が使用する軽自動車、二輪自動車、一定の大きさ以下の自動車または小型特殊自動車であって、対象区域の市町村長が交付した書面を提示するもの